# 荷電共役変換
荷電共役変換（でんかきょうやくへんかん、英: charge-conjugation transformation）とは、粒子を反粒子と入れ替える離散変換である。
荷電共役変換は作用素 C で表されるため C-変換とも呼ばれる。ある粒子が力学変数 ψ で表されるとき、この粒子のC-変換は
{\displaystyle C\psi ,~\psi ^{C}}
などで表される。
反粒子の反粒子は元の粒子であり
{\displaystyle CC\psi =\psi }
である。すなわち CC = C2 = 1 であり、C-変換はZ2変換である。

## 荷電共役対称性
荷電共役変換の下での対称性は荷電共役対称性、あるいはC-対称性と呼ばれる。電磁相互作用や強い相互作用ではC-対称性を持っているが、弱い相互作用はC-対称性を大きく破っている。弱い相互作用は鏡映変換の下での対称性である、P-対称性も大きく破っているが、荷電共役変換と鏡映変換を同時に行うCP変換の下では対称性が近似的に回復する。

## 種々の理論における荷電共役変換
この節では連続変換として位相変換を考え、U(1)チャージを持つ場を考える。

### スカラー場の理論
自由な複素スカラー場 φ を記述するラグランジュ関数は
{\displaystyle {\mathcal {L}}(\phi )=\partial {\bar {\phi }}\,\partial \phi -m^{2}{\bar {\phi }}\phi }
で与えられる。反粒子は粒子と同じ質量をもつので、複素スカラー場 φ で表される粒子の反粒子は、ともに質量項を作る複素共役場 {\displaystyle {\bar {\phi }}} である。
複素スカラー場の微小な位相変換は
{\displaystyle \delta \phi =iq\epsilon \phi }
で表される。ここで ε は変換のパラメータであり、q がスカラー場のチャージである。
このとき複素共役場に対しては
{\displaystyle \delta {\bar {\phi }}=-iq\epsilon {\bar {\phi }}}
となり、複素共役場のチャージは −q であり、チャージが反転していることが確認される。
従って、スカラー場の荷電共役変換は
{\displaystyle C:(\phi ,{\bar {\phi }})\mapsto ({\bar {\phi }},\phi )}
である。ラグランジュ関数が荷電共役変換によりその形を保つため、自由な複素スカラー場の理論は荷電共役対称性を持つ。
単一のスカラー場に対する相互作用として、U(1) 対称性を持つものに限れば、例えば
{\displaystyle {\mathcal {L}}_{\text{int}}(\phi )=-{\frac {g_{4}}{4!}}({\bar {\phi }}\phi )^{2}}
という相互作用が考えられる。この相互作用項も荷電共役対称性を持つ。
模型が2種類のスカラー場を含み、それぞれのチャージの間に
{\displaystyle q_{1}+2q_{2}=0}
の関係がある場合を考える。このときにU(1) 対称性を持つ相互作用項としては、例えば
{\displaystyle {\mathcal {L}}_{\text{int}}(\phi )=-{\frac {g_{3}}{3!}}\phi _{1}\phi _{2}\phi _{2}-{\frac {{\bar {g}}_{3}}{3!}}{\bar {\phi }}_{1}{\bar {\phi }}_{2}{\bar {\phi }}_{2}}
が考えられる。この相互作用項では荷電共役変換により二つの相互作用項の結合定数が入れ替えられる。荷電共役対称性を持つためには二つの結合定数が等しいこと、言い換えれば結合定数の実数性が要求される。